# منتخب رواندا لاتحاد الرغبي للسيدات
منتخب رواندا لاتحاد الرغبي للسيدات هو ممثل رواندا الرسمي في المنافسات الدولية في اتحاد الرغبي للسيدات.